# Enigma: Rising Tide
Enigma: Rising Tide ist eine Ende 2002 veröffentlichte Marine-Simulation. Sie wurde von Tesseraction Games ab 2000 ursprünglich als Online-Simulation entwickelt, dann aber zu einer Einzelspielersimulation umprogrammiert und von Pointsoft veröffentlicht.
2004 erschien eine geringfügig verbesserte und um neue Missionen und Fahrzeuge erweiterte Neuauflage des Spiels unter dem Titel Enigma: Chapter One Gold Edition.

## Hintergrund
Enigma nimmt sich eine Alternate-History-Version der 1930er Jahre zum Hintergrund. Das Spiel geht davon aus, dass 1915 die Lusitania nicht von einem deutschen U-Boot versenkt wird, weshalb die USA nicht in den Ersten Weltkrieg eintreten und das Deutsche Kaiserreich den Krieg gewinnt. Die politischen Folgen sehen dann so aus: Das Kaiserreich beherrscht Europa, die britische Regierung und die Royal Navy haben sich nach Hong Kong zurückgezogen und sind mit Japan eine Allianz zur „League Of Free Nations“ (LFN) eingegangen. Im Jahr 1937 steigern sich durch ein neuerliches Wettrüsten mit Schlachtschiffen und ständige Scharmützel um Handelsrouten die Spannungen zwischen den drei großen Parteien, zu denen außer dem Deutschen Reich und der LFN auch noch die USA gehören.

## Spielinhalt
Der Spieler übernimmt die Kontrolle über ein Kriegsschiff einer der drei Parteien und muss seine Aufgaben erfüllen. Diese Aufgaben finden entweder als einzeln anwählbare Patrouillen oder als zusammenhängende Kampagnen statt. Enigma bietet für jede der drei Parteien je zwei Kampagnen zur Auswahl, und zwar je eine für eine Karriere als Kommandant eines Überwasserschiffes und eine für den Dienst als U-Boot-Kommandant.
Die Missionen selbst werden vor Beginn durch eine Textbotschaft erläutert. Die Missionsziele sind breit gefächert, halten sich jedoch im Rahmen normaler Marinesimulationen und beschränken sich auf den Schutz oder Angriff eines Konvois sowie die Bekämpfung von Kriegsschiffen und U-Booten. Hin und wieder muss der Spieler auch bei Sonderaufgaben unterstützend wirken, wie z. B. bei der Absicherung des Enterns eines feindlichen Frachtschiffs.
Umso umfangreicher fällt die Auswahl an Schiffen aus. Der Spieler bekommt die Gelegenheit, auf der Seite jeder Partei einen Zerstörer, einen Geleitzerstörer, eine Korvette, ein Motortorpedoboot sowie zwei Typen von U-Booten zu steuern. Dabei greift das Spiel sowohl auf historische (Fletcher-Klasse, U-Boot Typ VII, Flower-Klasse) als auch auf fiktive Schiffstypen zurück. Außer gegen diese Typen kämpft der Spieler noch gegen Frachtschiffe und Flugzeuge.
Der Spielablauf selbst präsentiert sich deutlich anders als in gängigen Marinesimulationen vom Schlage eines Sub Command oder Destroyer Command. Der Spieler steht auf der Brücke seines Schiffes und hat freie Rundumsicht auf das umgebende Seegebiet. Über einen einblendbaren Radarschirm, der jedoch keinen eigenständigen Bildschirm darstellt, sondern eine Einblendung inmitten der 3D-Ansicht, visiert der Spieler Ziele an und vergibt Befehle an seine computergesteuerten Kollegen. Im Zweifelsfall kann der Spieler auch selbst Geschütze und Fla-Waffen bedienen, ebenso müssen auch manuell Befehle zum Abfeuern von Wasserbomben und dem Hedgehog-Mörser gegeben werden. Die Steuerung von Torpedos fällt ebenfalls aus dem Rahmen: Anstatt – wie damals üblich – von einer mechanischen Rechenmaschine oder einem Besatzungsmitglied eine Feuerleitlösung für den Torpedoschuss zu errechnen, muss der Spieler nach Augenmaß zielen. Alles in allem präsentiert Enigma die Seegefechte eher actionorientiert als realistisch, was aber der Spielbarkeit sehr zugutekommt, da unter anderem kein Zeitraffer nötig ist, um Treffer zu erleben.

## Technik
In technischer Hinsicht wurde Enigma ebenfalls gut umgesetzt. Die Grafik war so realistisch wie in keiner Marinesimulation zuvor. Die Schiffe waren detailliert modelliert, der Seegang und die Wasseroberfläche wirkten realistisch. Ebenso gab es gut umgesetzte Wettereffekte (Regen, Gewitter, Sturm) und in Form von Partikeleffekten dargestellte Explosionen, Rauch und Wasserfontänen. Die Soundkulisse war ebenfalls realistisch umgesetzt, kam aber ohne Sonar-Pings aus (zumal ASDIC 1937 noch nicht einsatzreif war).
Kritisierbar war das Fehlen einer „menschlichen“ Komponente. Die Grafik stellte trotz der detaillierten Schiffe keine Besatzungsmitglieder dar, auch eine Sprachausgabe fehlte völlig. Wichtige Meldungen wurden lediglich als Textmitteilungen übermittelt.
Eine Besonderheit stellte die Verfügbarkeit einer Bedienung mittels Spracheingabe dar. Über ein Mikrofon konnte der Spieler versuchen, über kurze prägnante Befehle wie ein realer Kapitän Befehle zu erteilen. Allerdings war auch hier das Spracherkennungssystem stark fehlerhaft.

## Kritik
Die Fachpresse zeigte sich begeistert über eine neue actionreiche, aber auch detaillierte Simulation, wie sie zuletzt 1997 in Form von Tom Clancy’s SSN vorgelegen hatte. Die einfach bedienbare Art und Weise der Steuerung zeigte zudem eine brauchbare Alternative zu älteren Kontrollmöglichkeiten auf, die es ermöglicht hatten, Konkurrenzprodukte wie Silent Hunter II ausschließlich vom schlicht gestalteten Kartenbildschirm aus zu steuern. Zudem war auch erstmals wieder in einer Marinesimulation eine brauchbare Grafik vorhanden. Insgesamt reagierte die Fachpresse daher sehr euphorisch auf das Spiel. Auch die Community war dem Spiel gegenüber aufgeschlossen, zog sich aber recht schnell wieder zurück, da es kaum Möglichkeiten für Modifikationen und Add-ons gab. Dennoch wird das Spiel auch heute noch gerne gespielt.